# Fagersta fögderi
Fagersta fögderi avsåg den lokala skattemyndighetens verksamhetsområde i nuvarande Fagersta, Skinnskattebergs och Norbergs kommuner mellan åren 1946 och 1991. Efter detta år omorganiserades skatteväsendet och fögderierna ersattes av en skattemyndighet för varje län - i detta fall den för Västmanlands län. År 2004 gick verksamheten upp i det nybildade Skatteverket.
Fagersta fögderi föregicks av ett tidigare fögderi, vilket sedermera även delvis hamnade under Västerås fögderi. 
- Bergslags fögderi (1720-1945)